# Ulica Przyrzecze w Bydgoszczy

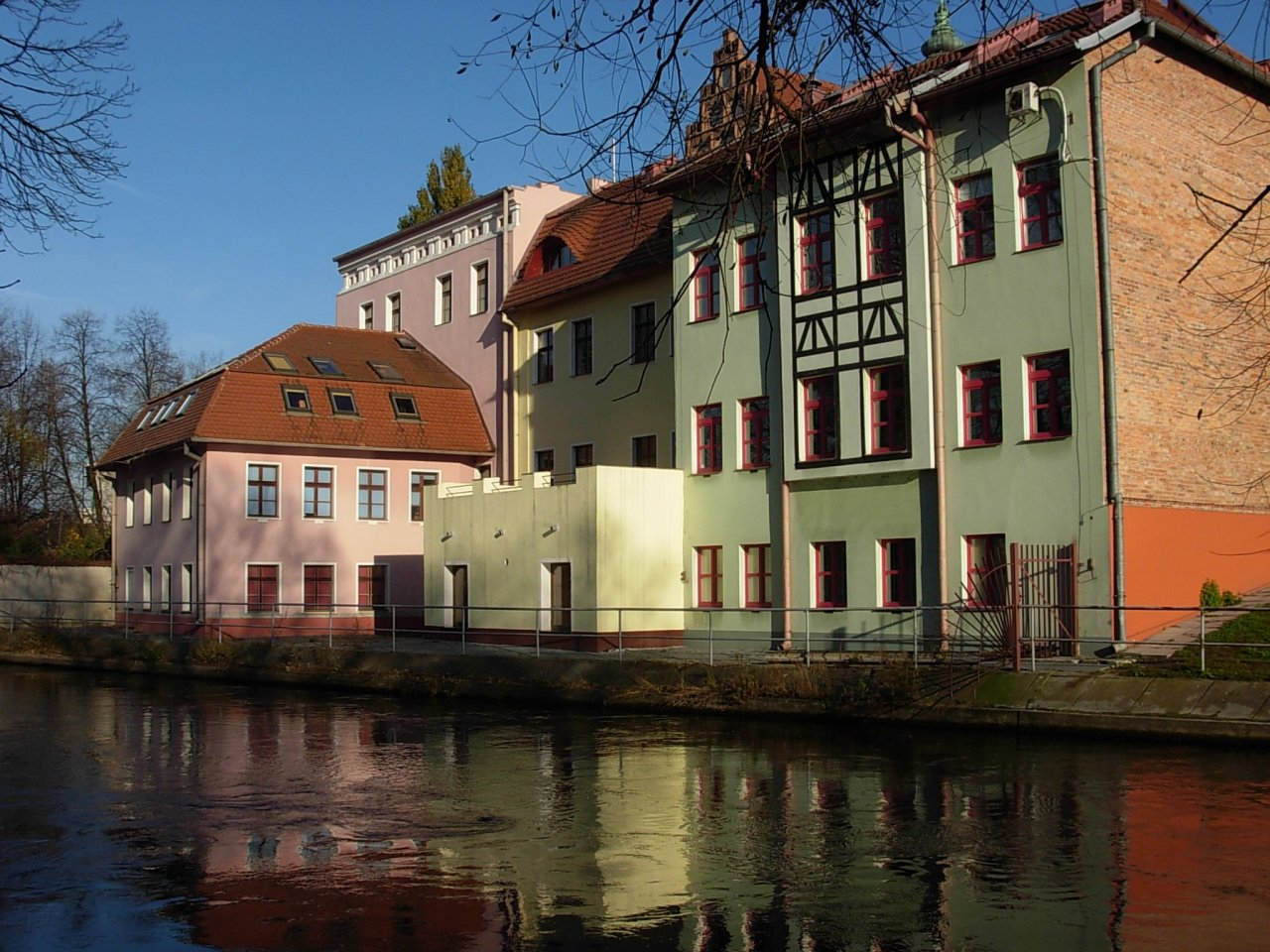
Odbudowany fragment Wenecji Bydgoskiej przy ul. Przyrzecze

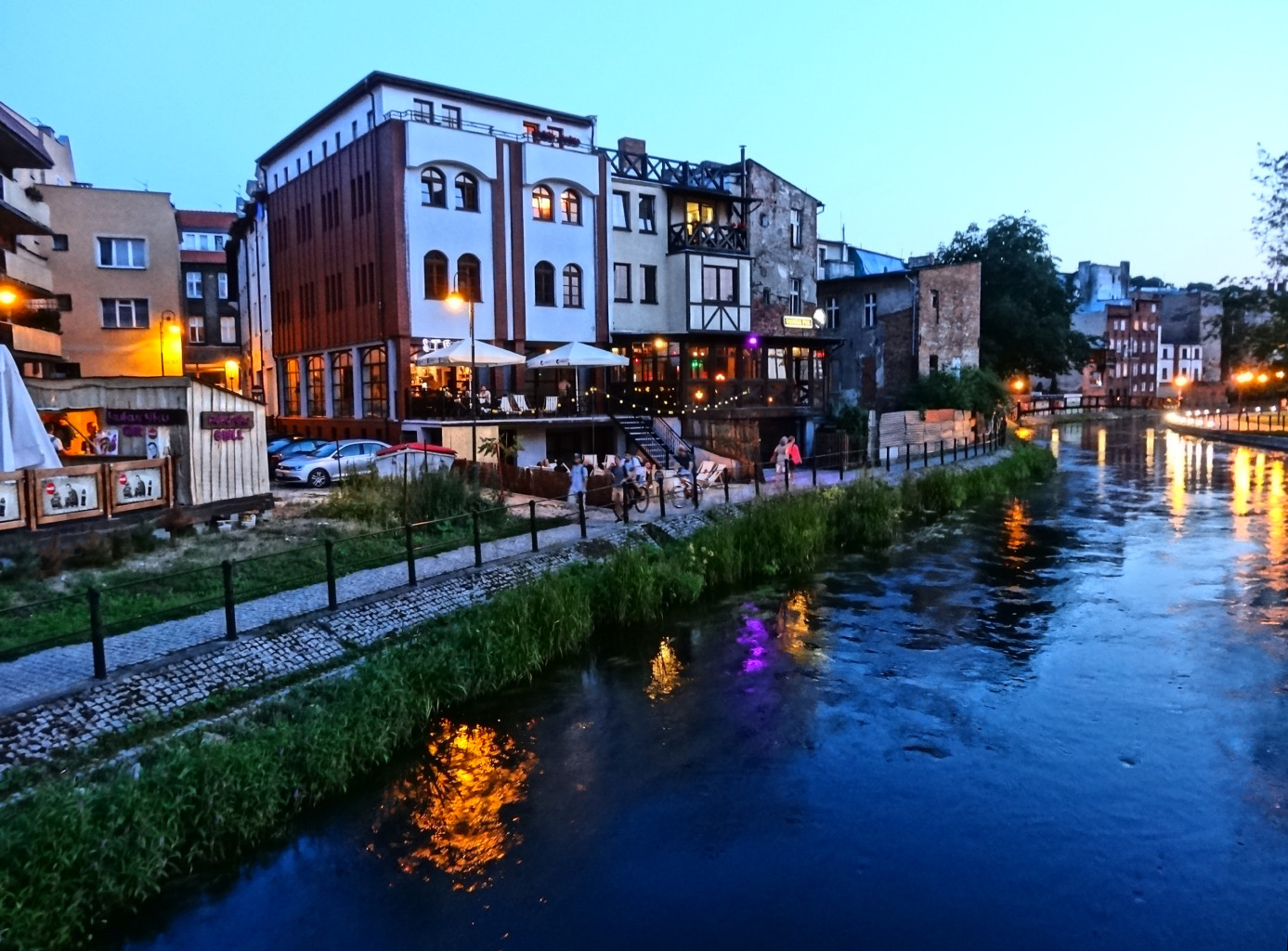
W południowej części ulicy. Widoczne przejście do ul. Długiej

Ulica Przyrzecze w Bydgoszczy – ulica na terenie miasta lokacyjnego Bydgoszczy. 

## Położenie
Ulica znajduje się w zachodniej części Starego Miasta, nad rzeką Młynówką. Rozciąga się w przybliżeniu na kierunku północ-południe, od ul. Farnej do ul. Długiej. Jej długość wynosi ok. 150 m. 

## Historia

### Okres staropolski
Ulica Przyrzecze została wytyczona w połowie XIV wieku podczas kształtowania bydgoskiego miasta lokacyjnego. Przebiegała na zachodnim obrzeżu  ówczesnego miasta Bydgoszczy, w bezpośrednim sąsiedztwie rzeki Młynówki – pierwotnego koryta rzeki Brdy, oblewającego od zachodu półwysep, na którym została założona Bydgoszcz lokacyjna. Rzekę podpiętrzono już w XIV wieku dla celów obronnych (zasilanie fosy miejskiej i zamkowej) oraz gospodarczych (napęd wodny dla młynów, tartaku, foluszy itp. urządzeń zlokalizowanych na Wyspie Młyńskiej).
W okresie staropolskim ulica Przyrzecze na północy łączyła się z ul. Grodzką oraz z istniejącym w tym rejonie mostem farnym – do czasu, gdy przejście to zablokowano przez rozbudowę cmentarza istniejącego do końca XVIII wieku wokół kościoła farnego.  
Dzisiejsze działki nr 10-14 przy ulicy Przyrzecze w okresie staropolskim należały do Tomasza Ossowskiego, który tu warzył piwo i prowadził gorzelnię. Ossowscy należeli do zamożnej, wzbogaconej w handlu rodziny szlacheckiej, z której Sebastian ufundował w 1637 r. kaplicę (św. Sebastiana) w farze. Wnuczka ich, Katarzyna, była żoną burmistrza Wojciecha Łochowskiego. W 1770 r. Jan Ossowski podpisał wilkierz bractwa piwowarów. 
Podczas ratowniczych badań archeologicznych przeprowadzonych w rejonie ul. Przyrzecze zarejestrowano fragmenty konstrukcji drewnianej. Przypuszczalnie była to ulica moszczona drewnem, biegnąca wzdłuż brzegów Brdy Młynówki. Relikty nawierzchni ulicy zalegały na głębokości 1,6 - 1,7 m od dzisiejszej powierzchni gruntu. W układzie tym tkwiła także drewniana rura wodociągowa skierowana w stronę rzeki. Poniżej reliktów drewnianych odkryto ceramikę z końca XIV i XV wieku.

### Okres zaboru pruskiego
Na pierwszym, szczegółowym planie zabudowy miasta, sporządzonym w 1774 r. przez pruskiego geometrę Gretha widocznych jest szereg działek budowlanych przy ulicy Przyrzecze, zajętych przez istniejące w tym czasie domy, zwłaszcza w części południowej, przylegającej do ul. Długiej. W części północnej ulica posiadała zabudowę tylko po stronie wschodniej, w postaci zapleczy domów ustawionych frontami do ul. Jezuickiej. W tej części ulica schodziła skarpą do rzeki Młynówki. Istniał tu publiczny dostęp do pobierania wody, co dziś jeszcze jest widoczne. 
Na planie miasta z 1800 r. widnieje most Młyński, przez który z ulicy Przyrzecze można było dotrzeć na Wyspę Młyńską. W I połowie XIX wieku charakter ulicy niewiele się zmienił. Dopiero na planie z 1876 r. zabudowa ma charakter podobny do dzisiejszego. Występują pierzeje kamienic od strony wschodniej, zaś po stronie zachodniej zabudowa gospodarczo-przemysłowa. 
W tym czasie, gdy miasto rozbudowywało się wzdłuż Brdy, szczególnie tu powstawać zaczęły pierwsze w mieście zakłady przemysłowe, takie jak garbarnia skór twardych, browary i gorzelnie. Strona z nieparzystymi numerami domów stanowiła oficyny domów ulicy Jezuickiej. Natomiast podwórza domów z numerami parzystymi opadały ku Młynówce, stanowiąc dzisiejsze elementy bydgoskiej Wenecji. 
Zabudowa w południowej części ulicy powstała w II połowie XVIII wieku. Działki nr 21-23 należały do rodziny Ossowskich (do 1835 r.) W I połowie XIX wieku były tu: browar, gorzelnia, suszarnia, studnia i stajnia, stanowiące zaplecze kamienicy przy ul. Jezuickiej 26.
W 1869 r. w posesji nr 8 na narożniku z ul. Ku Młynom powstała fabryka octu i magazyn skór, a następnie zadaszona łaźnia na palach, w której znajdowały się kabiny kąpielowe. Podobna łaźnia powstała na działce nr 6, będącej do 1844 r. ogrodem należącym do posesji Jezuicka 4. Polskich właścicieli (rodzina Wołowskich) przez cały okres zaborów posiadała działka nr 7, stanowiąca jedną całość z domem przy ulicy Jezuickiej 8.
Na posesji nr 2 od 1786 r. istniała garbarnia skór twardych, prowadzona przez Michała Zamoiskiego, oraz jego syna mistrza garbarskiego Gottloba Fryderyka Zamoiskiego. W 1846 r. nabył ją mistrz garbarski Ludwig Buchholz przybyły z Koronowa. Rozwinął on swoje przedsiębiorstwo do tego stopnia, że w 1861 r. wystawił zmechanizowaną garbarnię przy ulicy Garbary (obecnie teren Wyższej Szkoły Gospodarki). W domu przy ul. Przyrzecze, po przeniesieniu garbarni do nowych pomieszczeń, urządzono sklep sprzedaży skór i przyborów szewskich. 

### Okres międzywojenny
W okresie międzywojennym ulica Przyrzecze przez swą ustronność i charakter zaułka, stała się azylem dla bydgoskiego półświatka. Ta tradycja kontynuowana była podczas okupacji, za oficjalnym zezwoleniem władz hitlerowskich, które ulicę Przyrzecze nazwały „Flunderweg” (droga fląder).

### Okres powojenny
Po II wojnie światowej upaństwowione nieruchomości popadały w ruinę. W latach 70. XX wieku ulica uchodziła za jedną z brzydszych w mieście, przede wszystkim dlatego, że była odwrócona od Brdy. W 1974 r. na podstawie uchwały MRN rozpoczęto w tym rejonie prace rekonstrukcyjne prowadzące do „uporządkowania dawnej zabudowy Starego Miasta”. Kwartał zabudowy między ul. Jezuicką, a Przyrzecze odnawiany był w pierwszej kolejności, a pierwsze zmodernizowane budynki oddano w 1980 r.
W 1990 r. wyburzono domy między Młynówką, a ulicą, m.in. „galeriowec” (Przyrzecze 5), a także szachulcowy spichlerz przy moście Młyńskim. Domy te chętnie uwieczniano na pocztówkach oraz malowano na obrazach w okresie międzywojennym i powojennym. W ich miejscu do 2000 r. odbudowano cztery domy, które stanowią nowy fragment Wenecji Bydgoskiej. Do 2010 r. nie odbudowano jeszcze pozostałych obiektów, które stanowiłyby ciągłą pierzeję ulicy.
Na początku XXI wieku odrestaurowano kamienice stojące w pierzei wschodniej ulicy oraz ulokowano w nich agendy Urzędu Miejskiego i innych instytucji. W 2010 r. modernizacja nawierzchni ulicy Przyrzecze została ujęta w Planie Rewitalizacji Bydgoszczy.

### Nazwy
Ulica w przekroju historycznym posiadała następujące nazwy:
- XVI w. - I poł. XVIII w. – platea aquatica (Wodna)
- 1800–1840 - Wasser Gasse
- 1840–1920 - Brahegasse
- 1920–1939 - Przyrzecze
- 1939–1945 - Flundernweg
- od 1945 - Przyrzecze

Staropolska oraz nowożytna nazwa ulicy nawiązuje do odnogi Brdy – Młynówki.

## Architektura
Ulica Przyrzecze, sąsiadująca przez rzekę z Wyspą Młyńską (Menniczą) zalicza się ciekawszych ulic na terenie Starego Miasta. Stojące przy niej kamienice stanowią wschodnią część Wenecji Bydgoskiej. Niektóre kamienice posiadają XVIII i XIX-wieczną metrykę, lecz remonty zatarły ich cechy stylowe. Inne wzniesiono na nowo podczas rewaloryzacji zabudowy przeprowadzonej w latach 90. XX w. Z uwagi na sąsiedztwo rzeki kamienice stanowią malowniczy zespół urbanistyczny.